# Port lotniczy Seronera
Port lotniczy Seronera (ang. Seronera Airport, kod IATA: SEU, kod ICAO: HTSN) – port lotniczy zlokalizowany w tanzańskim mieście Seronera.

## Linie lotnicze i połączenia
| Linia Lotnicza        | Kierunek |
| --------------------- | --- |
| Air Excel             | 1. Arusza 2. Jezioro Manyara |
| As Salaam Air         | 1. Dar es Salaam 2. Zanzibar 3. Arusza 4. Pemba |
| Auric Air             | 1. Arusza 2. Entebbe 3. Grumeti 4. Klein's Camp 5. Kogatende 6. Lobo 7. Jezioro Manyara 8. Sasakwa |
| Coastal Aviation      | 1. Arusza 2. Dar es Salaam 3. Entebbe 4. Fort Ikoma 5. Grumeti 6. Kilimandżaro 7. Kogatende 8. Lobo 9. Jezioro Manyara 10. Mwanza 11. Ndutu 12. Pangani (Mashado) 13. Ruaha 14. Sasakwa 15. Selous 16. Tarime 17. Zanzibar |
| Flightlink            | 1. Arusza 2. Dar es Salaam 3. Kilimandżaro 4. Zanzibar |
| Precision Air         | 1. Dar es Salaam 2. Zanzibar |
| Regional Air Services | 1. Arusza 2. Dar es Salaam 3. Grumeti 4. Kilimandżaro 5. Kogatende 6. Lobo 7. Jezioro Manyara 8. Sasakwa 9. Zanzibar |
| Safari Plus           | 1. Arusza 2. Zanzibar |